# Turcaret ou le Financier
Turcaret ou le Financier est une comédie en cinq actes en prose de Lesage représentée pour la première fois à la Comédie-Française le 14 février 1709.

## Résumé
Début : La Baronne est une jeune veuve dépensière. Elle profite de M. Turcaret, fou amoureux d'elle qui lui a promis de l'épouser mais qui est déjà marié en cachette. Elle profite de son argent et en donne au Chevalier qu'elle aime, mais qui dépense sans compter dans les jeux. 
Fin : Turcaret est ruiné et tous les trompeurs sont trompés. Les deux seuls à profiter de cette situation sont Frontin et Lisette, deux serviteurs amoureux l'un de l'autre, qui sont parvenus à mettre de côté une certaine somme d'argent.

## Personnages
- La Baronne, jeune veuve, coquette
- M. Turcaret, traitant, amoureux de la Baronne
- Le Chevalier, le Marquis, Petits-Maîtres
- Mme Turcaret, femme de Monsieur Turcaret
- Mme Jacob, revendeuse à la toilette, sœur de Monsieur Turcaret
- Marine, Lisette, suivantes de la Baronne
- Frontin, valet du Chevalier
- Flamand, valet de Monsieur Turcaret
- M. Rafle, usurier
- Jasmin, petit laquais de la Baronne

## Argument
ACTE 1. Le fermier général Turcaret n’est pas avare de présents pour la baronne, une jeune veuve dont il est amoureux, mais qui elle-même en pince pour le chevalier, un petit-maître qui n’en veut qu’à son argent.
ACTE II.  Après que la Baronne a congédié Marine, sa suivante, Frontin, le valet du Chevalier la fait remplacer par Lisette, sa propre « protégée ». Marine s’étant vengée de la Baronne en révélant les manigances de celle-ci à Turcaret, celui-ci vient lui faire une scène. L’esclandre tourne à la confusion de Turcaret à nouveau dupé par la baronne à qui il finit par faire des excuses. Frontin se fait ensuite prendre, pour mieux le dépouiller, au service de Turcaret dont il gagne la confiance en jouant les nigauds.
ACTE III.  Un Marquis révèle l’origine de Turcaret qui n’est qu’un ancien laquais. On apprend également qu’il pratique l’usure avec M. Rafle.
ACTE IV.  Frontin commence à escroquer Turcaret en lui faisant décharger une fausse dette de la Baronne. On apprend que Mme Jacob, qui est revendeuse à la toilette, est la sœur de Turcaret qui l’a reniée et traitée honteusement. Mme Jacob apprend aussi à la Baronne que Turcaret est marié.
ACTE V.  Les créanciers de Turcaret font saisir ses biens avant de le faire arrêter. La Baronne finit par chasser Lisette et rompt avec le Chevalier qui renvoie Frontin. Néanmoins, celui-ci s’en sort bien : ayant volé tout le monde, il se retrouve avec 40 000 livres. Il va pouvoir épouser Lisette et remplacer Turcaret : « Voilà le règne de M. Turcaret fini ; le mien va commencer ».

## Sources
- Saint-Marc Girardin, « Notice sur Le Sage », Histoire de Gil Blas de Santillane, Paris Charpentier, 1861, p. V-XX
- Jean-François de La Harpe, Cours de littérature ancienne et moderne, Paris, F. Didot, 1840, p. 489-90
- Gustave Vapereau, Dictionnaire universel des littératures, Paris, Hachette, 1876, p. 1235-7